# Jerusalem
Jerusalem (hebreiska: יְרוּשָׁלַיִם (ljud) (fil), Yerushaláyim; arabiska: القُدس (ljud) (fil), al-Quds) är en stad på Judeens högland mellan Medelhavet och Döda havet med cirka 900 000 invånare (2019).
Jerusalem är Israels administrativa centrum och de facto-huvudstad. Internationellt stöds Israels anspråk på staden endast av ett fåtal länder, bland annat USA. Även Palestina gör anspråk på staden. Israels överhöghet över den östra halvan betraktas internationellt som en ockupation. Israel har fått kritik för att inte uppfylla reglerna i Fjärde Genèvekonventionen, som säger  att en ockupationsmakt inte får flytta in sin egen befolkning i ett ockuperat område och att övermakten måste sörja för civilbefolkningens behov i det ockuperade området.
Jerusalem har en historia som går tillbaka till omkring 4000 f.Kr.. Den är den heligaste staden inom judendomen och kristendomen. Den räknas dessutom som den tredje heligaste staden inom islam, efter Mekka och Medina. Trots att Gamla Staden bara har en area på 0,9 km² rymmer den en mängd platser av religiös betydelse, bland dem Tempelberget, Västra muren, Den heliga gravens kyrka, Klippdomen och Al-Aqsamoskén.
FN:s före detta generalsekreterare Ban Ki Moon menar att östra Jerusalem skall utgöra huvudstaden i en palestinsk stat medan västra Jerusalem ska fungera som israelisk huvudstad. EU erkänner inte Israels annektering av östra Jerusalem utan ser det som ockuperat och menar att en genuin fred förutsätter att Jerusalems status som framtida huvudstad i två stater avgörs genom förhandlingar. Jerusalem har erkänts som Israels huvudstad av USA:s president Donald Trump 2017, den amerikanska kongressen 1990 och 1995, och senaten 1995 och 2017.

## Historia

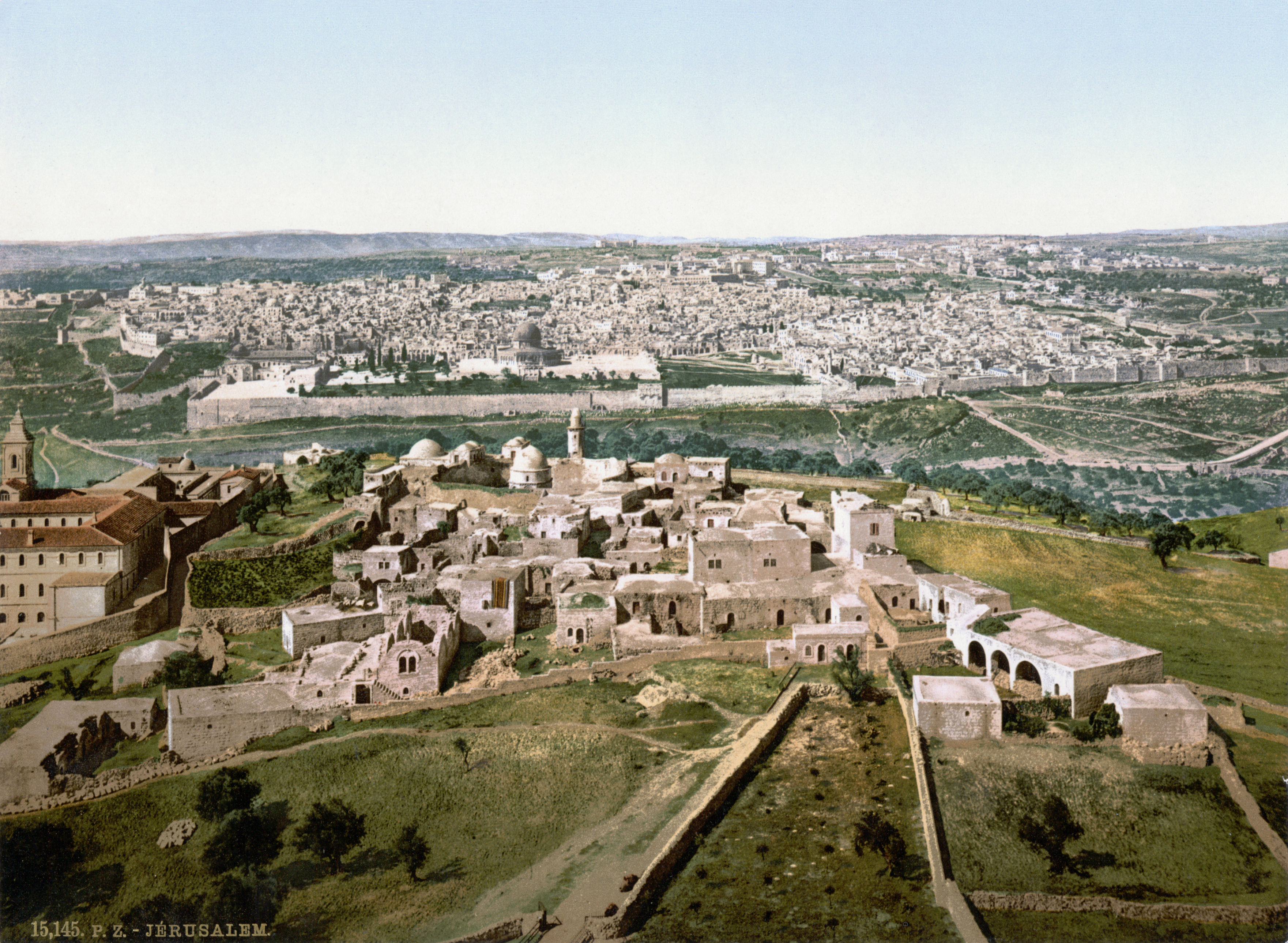
Utsikt från Oljeberget cirka år 1900.

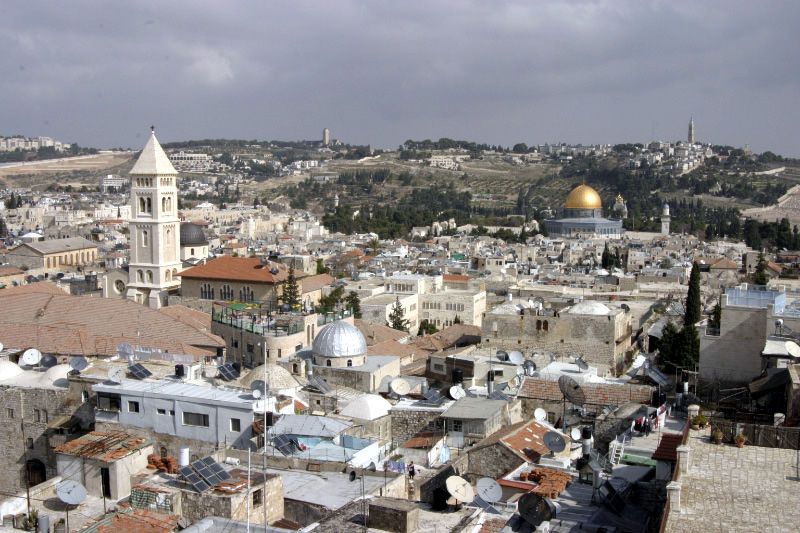
Vy från sydväst över de gamla delarna av staden. Till höger syns den gyllene kupolen på Klippdomen på Tempelberget, och bortom den syns, på sluttningen av Oljeberget, kyrkan i Getsemanelunden.

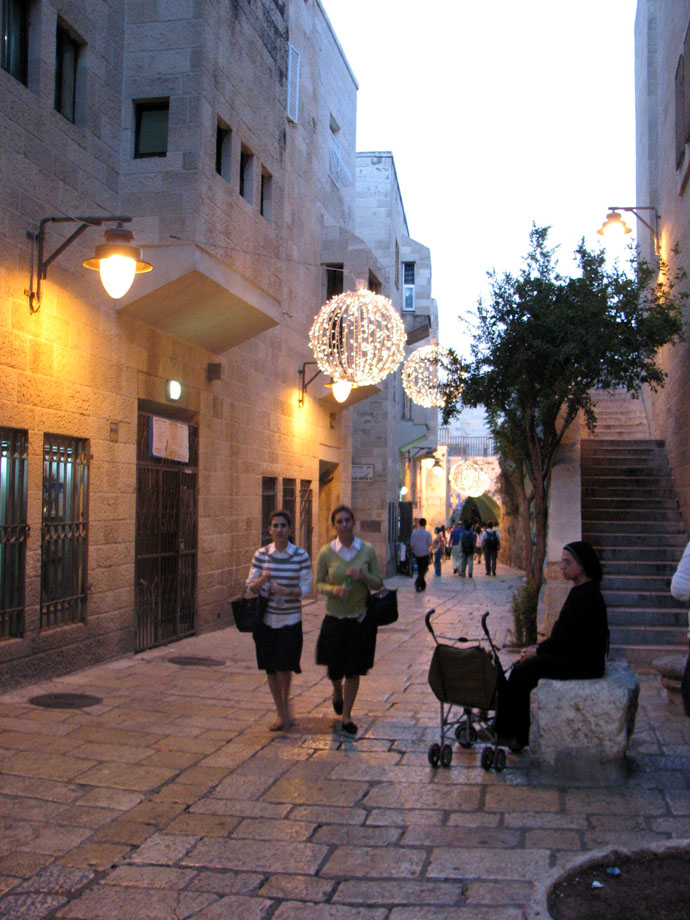
I det återuppbyggda judiska kvarteret i gamla staden.

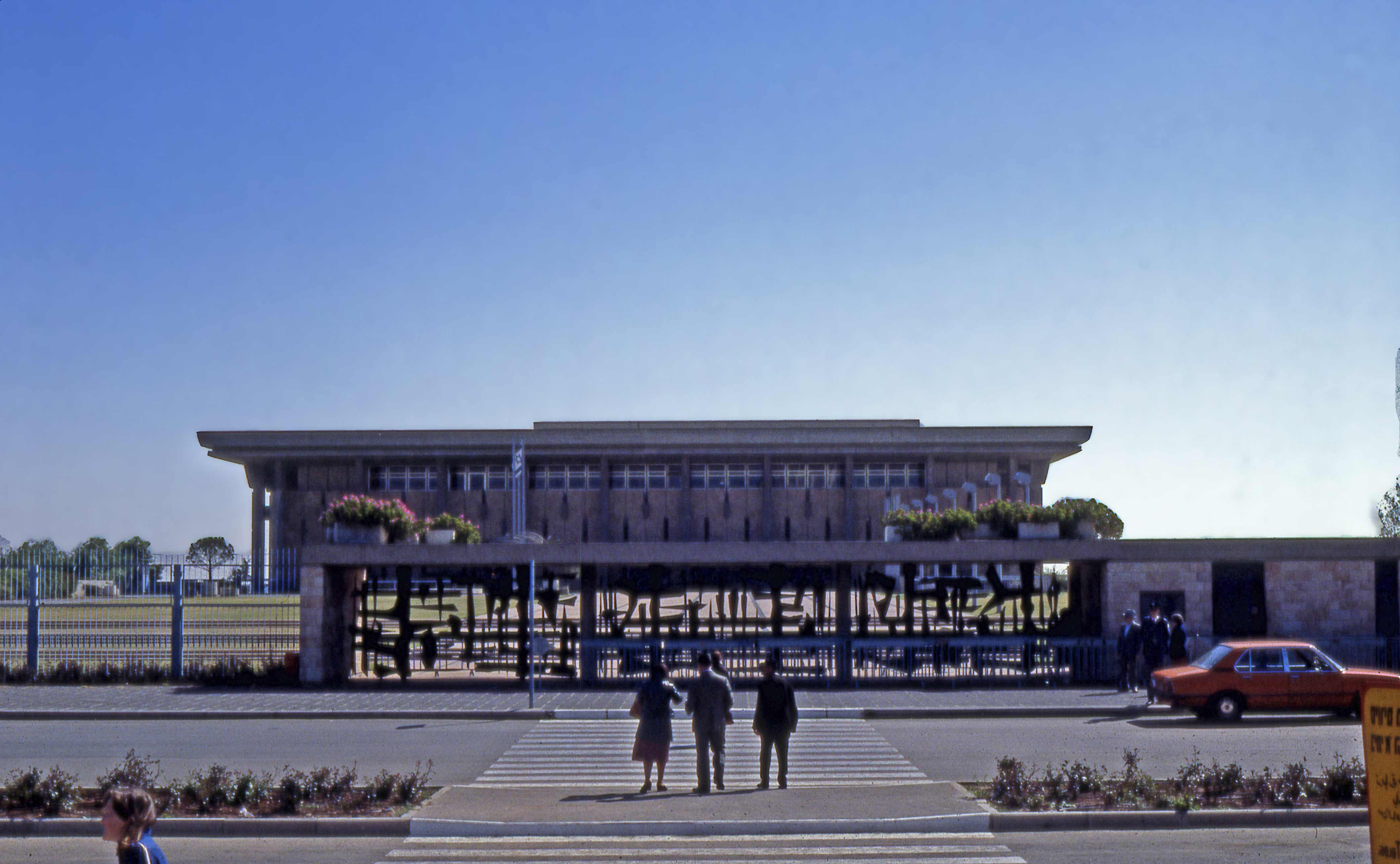
Knesset, Israels parlament.

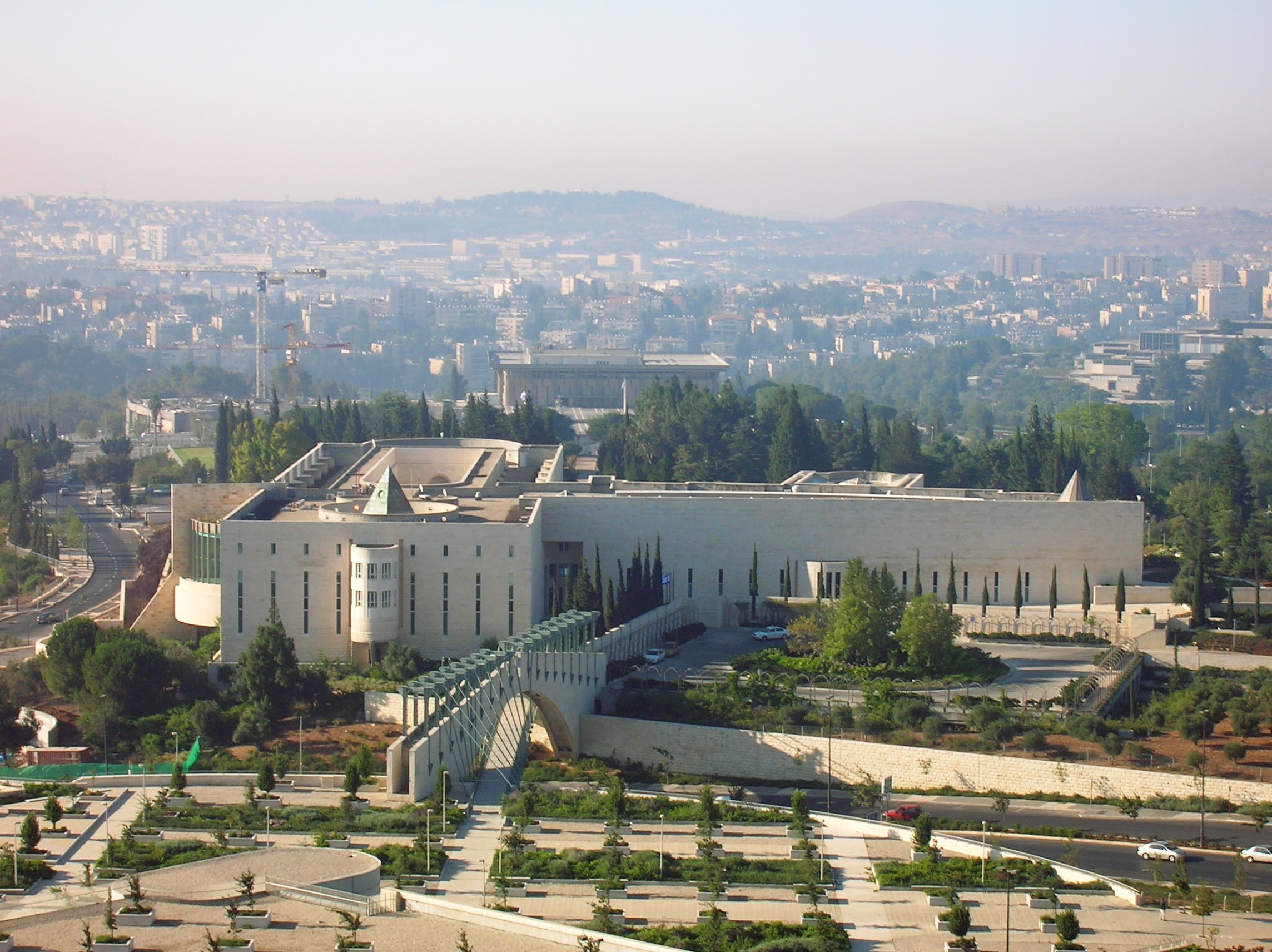
Israels högsta domstol.

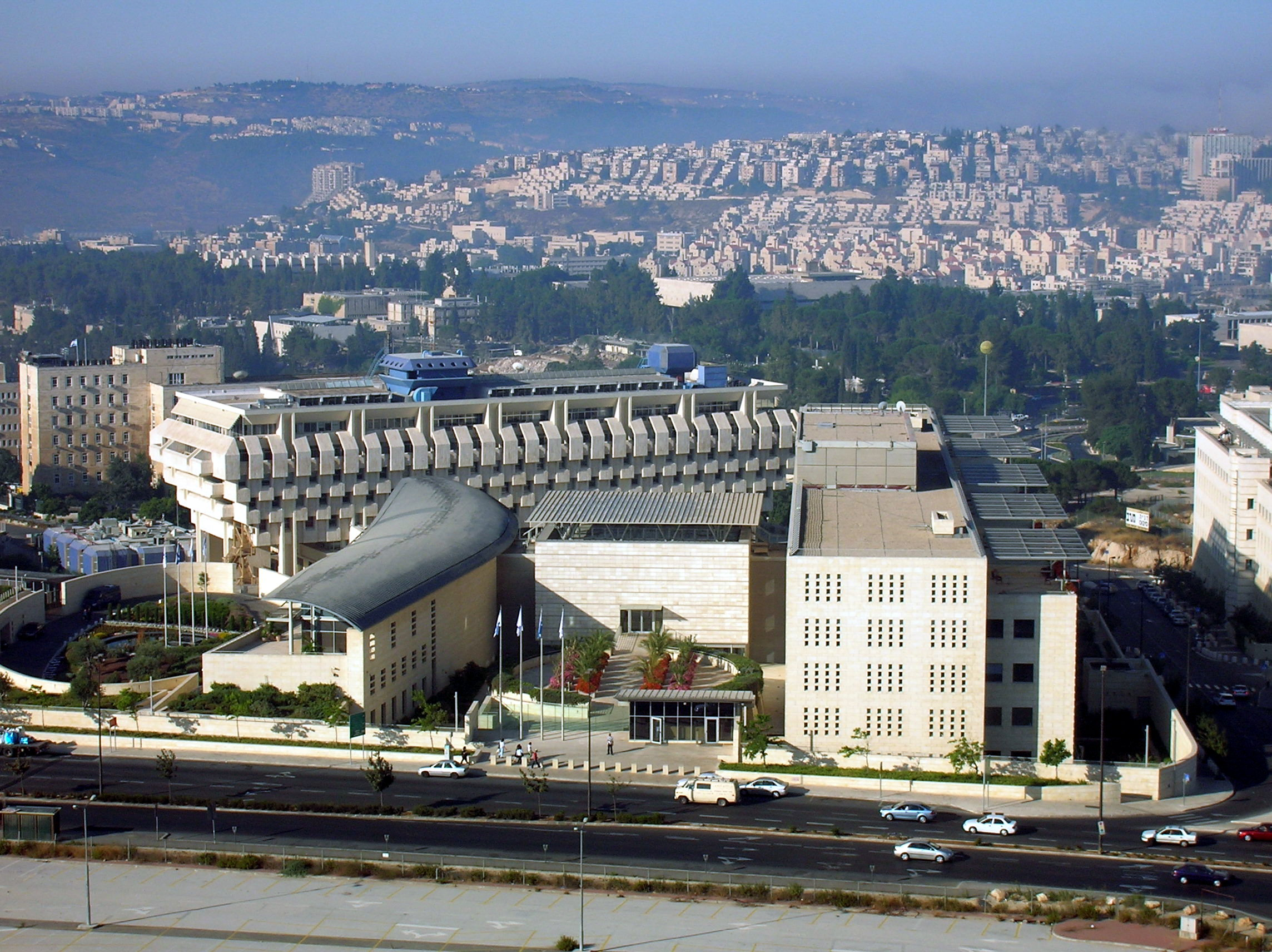
Utrikesministeriet i Israel.

### Judar, romare och filistéer
Rester av Jerusalems äldsta bosättning från före 4 000 f.Kr. har hittats söder om gamla staden. Vid tiden för israeliternas kung Davids regering (1010–970 f.Kr.) beboddes nuvarande Jerusalems område av jebuséerna som var ett kanaanitiskt folkslag och staden kallades av dem Jebus.
Enligt den judiska Tanak - det kristna Gamla testamentet - intogs Jerusalem omkring 990 f.Kr. av kung David. Denne gjorde staden till huvudstad i sitt rike, som vid denna tid även omfattade israeliternas 10 nordliga stammar. Efter David uppförde hans son Salomo Templet på Moria berg i Jerusalem. 
Efter Salomos död splittrades israeliternas rike i en nordlig och en sydlig del och kung Davids ättlingar kom att behålla makten i det södra riket (Juda rike) ända till dess att den babyloniske kungen Nebukadnessar II erövrade och förstörde staden och templet år 587 f.Kr. och förde bort befolkningen i den så kallade babyloniska fångenskapen. Sedan Babylonien fallit för Persien fick judarna återvända till staden och då återuppfördes Templet under persiskt beskydd (480-talet f.Kr.) och förblev en samlingspunkt för judarna fram till dess att den och staden i övrigt erövrades av romarna efter det misslyckade judiska upproret 66-70 e.kr. Den tionde legionen, Legio X Fretensis blev garnison i staden efter segern. Efter det sista stora judiska upproret i Israel mot det romerska styret, den så kallade bar-Kochbarevolten 132-135, förbjöds judar att bo i Jerusalem och i en radie på omkring 50 kilometer från staden. Jerusalem ombyggdes till en romersk stad under namnet Aelia Capitolina. Romarna döpte samtidigt om Judéen till Palestina, efter filistéerna som var ärkefiender till israeliterna. Hundra år efter att Romarriket antagit kristendom som statsreligion återfick staden sitt gamla namn och den kristne biskopen där upphöjts till rang av "patriark".
Moderna historiker och arkeologer som Finkelstein och Silberman ifrågasätter Bibelns berättelser om det tidiga enade kungariket och kungar som David och Salomo och tidiga kungar för Juda och Israel. Trots en rikedom av arkeologiska fynd och flera externa samtida textkällor från tidsperioden, menar vissa forskare att inga av dessa fynd verkar ge stöd åt att dessa bibliska personligheter existerat.[källa behövs]

### Arabiska styret
Jerusalem är islams tredje heligaste plats, efter Mekka och Medina. Av de första muslimerna kallades staden Bayt al-Maqdes men det är som al-Quds al-Sharif staden är känd inom modern islam och i Västasien. 638 utökade Rashidunkalifatet sin makt till att omfatta Jerusalem. Med den muslimska erövringen av Syrien tilläts judar att flytta till staden och rashidunkalifen Umar ibn al-Khattab utfärdade ett dekret tillsammans med den kristne patriarken Sophronius att kristendomens utövare och heliga platser i staden skulle skyddas under det muslimska styret. Muslimen Umar vägrade be i de kristna kyrkorna (vilket väl tilläts av islam), detta för att hans muslimska efterlevande inte skulle göra om kyrkan till moské. När han kom till Den heliga gravens kyrka bad han i stället utanför kyrkan, där en moské senare byggdes som kallades Omars moské. På Tempelberget lät kalif Umar år 638 bygga Al-Aqsamoskén. Umayyadkalifen Abd al-Malik ledde mellan åren 687 och 691 byggandet av Klippdomen. Den med 1000-talet samtida historikern al-Muqaddasi skriver att Abd Al-Malik byggde detta tempel för att visa de kristna att muslimsk arkitektur var mätbar med de vackra kristna kyrkor som fanns i staden.

### Besök av vikingar
Inga härnadståg från Norden torde ha gått just till Jerusalem, men enskilda vikingar färdades dit kring år 1000, när Norden var på väg att kristnas. Nordborna kallade staden för Jorsala.

### Korstågen
1099 erövrades Jerusalem av de kristna korsriddarna som massakrerade de flesta av de judiska och muslimska invånarna i staden i ett angreppskrig. Jerusalem belägrades och ett kristet kungadöme instiftades. På mindre än ett år sjönk befolkningen från 70 000 till 30 000.

### Saladin och ayyubiderna
Kungariket Jerusalem behärskade staden Jerusalem i 88 år, till 1187 då det intogs av den muslimske sultanen Saladin av Egypten efter belägringen av Jerusalem 2 oktober 1187. Saladin lät sälja 15,000 av stadens kristna innevånare som slavar, men tillät såväl de judar som muslimer som flytt sin stad undan korstågen att flytta tillbaka till Jerusalem. Under Saladins ayyubid-dynasti satsades stora investeringar på byggandet av nya bostadsområden, marknadscentra, allmänna bad och värdshus för pilgrimer men också på religiösa monument och byggnader. Stadens internationella betydelse kom efter tiden dock att minska på grund av minskat strategiskt värde och slitningar inom dynastin.

### Tatarer, ayyubider, korsriddare, mamluker och mongoler
1244 tog tatarerna under Khwarezmian-dynastin över makten i staden. Den kristna befolkningen decimerades och judarna jagades på flykt. Saladins dynasti drev tillbaka tatarerna 1247. 1250 härskade det egyptiska slavfolket mamlukerna i staden, dessa bekämpades i sin tur av såväl korsriddare som mongoler och kom att förlora makten över staden. 1347 återerövrade mamlukerna staden.

### Osmanska styret och Jerusalems renässans
1517 blev Jerusalem en del av Osmanska riket till dess upplösning 1917. Jerusalems folk levde under Suleiman den stores styre i en tid av förnyelse och fred. Osmanerna var de som byggde de stora murarna runt gamla staden. I mitten på 1800-talet byggde osmanerna den första vägen som ledde till Jaffa. 1892 byggde de järnväg i staden. Med den egyptiska annekteringen av Jerusalem 1831 började utländska beskickningar och konsulat att etablera sig i staden. Ibrahim Pasha av Egypten lät de judiska invånarna resa fyra stora synagogor (bland annat Hurva-synagogan)
1834 organiserades ett palestinskt arabiskt uppror, där sufiern Qasim al-Ahmad ledde en här från Nablus till Jerusalem för att bistå i det. De besegrades av Ibrahims arméer efter en månad. Det osmanska styret återinstiftades 1840, men många egyptier stannade kvar i staden. Det kom också invandrande judar från Algeriet och norra Afrika i stort antal. En folkräkning från 1845 gjorde gällande att det i staden vid denna tidpunkt levde 16 410 invånare. Av dessa ska 7120 varit judar, 5000 muslimer, 390 kristna, 800 turkar och 100 européer. De kristna pilgrimerna som kom till Jerusalem växte lavinartat i antal under det osmanska styret, under påsken mer än fördubblades stadens invånare.
1860 byggdes nya områden utanför gamla stan för att husera de många pilgrimerna och för att förbättra den sanitära miljön i den överbefolkade stadskärnan. Den ryska katedralen med omgivande inackorderingar (al-Muskubīya) och det första judiska området utanför gamla stan, Mishkenot Sha'ananim byggdes. Från 1884 uppges befolkningen om 25 000 invånare bestått av 14 000 muslimer, 7 000 kristna och 4 000 judar.
Från 1910 finns uppgifter om att befolkningen var större än 60 000. 40 000 av dessa utgjordes av judar och 7 000 av muslimer.

## Jerusalem i modern tid

### Utveckling under 1900-talet
Jerusalem intogs år 1917 av britterna under general Allenby. I sitt förslag till delning av det brittiska mandatet Palestina i november 1947, föreslog FN att Jerusalem skulle bilda en internationell zon i 10 år, och därefter  skulle stadens invånare avgöra stadens framtid i en folkomröstning (Jerusalem hade judisk befolkningsmajoritet både 1948 och 1958). Eftersom den arabiska parten inte godkände delningsplanen som helhet föll den.
Efter 1948 års arab-israeliska krig delades Jerusalem. Östra Jerusalem ockuperades av Jordanien och judarna fördrevs, medan Västra Jerusalem blev en del av Israel.
Vid det israeliska parlamentets första ordinarie sammanträde 1949 stiftades en lag om Jerusalem som den judiska statens huvudstad.

### Efter 1967
I Sexdagarskriget 1967 intog Israel de delar av staden som varit i jordansk ockupation sedan 1948. 
Jerusalem enades år 1967 då även östra Jerusalem kom under israelisk administration. Återföreningen har av folkrättsliga skäl inte erkänts av omvärlden.
1980 klubbade israeliska Knesset genom "Jerusalem-lagen" som förklarade att Israels huvudstad var hela Jerusalem. FN:s säkerhetsråd lät i samband med detta ogiltigförklara lagen och förklara den vara ogenomförbar ("null and void") i enlighet med folkrätten, de gav också rådet till världens nationer att flytta sina ambassader från staden. Som en följd härav flyttade samtliga länders ambassader till Tel Aviv. Det sista landet att flytta sina diplomater från Jerusalem var Bolivia 2006, samma år som FN:s generalförsamling återigen i en icke-bindande resolution förklarade all israelisk lagstiftning som gjorde anspråk på att gälla i de palestinska ockuperade territorierna inkluderande Jerusalem som ogiltig.

### Judaiseringen av Jerusalem
Kritiker mot Israels ansträngningar att trygga en judisk befolkningsmajoritet i landet menar att myndigheternas stadsplanering i Jerusalem drivs av demografiska hänsynstaganden i det att man begränsar palestinsk nybyggnation i staden och driver på den israeliska/judiska. Rivningar av bostadshus är fyra gånger vanligare i östra Jerusalem än i västra Jerusalem. Palestinier har sämre chanser att beviljas byggnadstillstånd och myndigheterna tillämpar lagstiftningen strängare mot israeliska araber, palestinier med israeliskt uppehållstillstånd eller Jerusalem-identitet än mot judiska israeliska medborgare. Israeliska staten menar att eftersom alla födda i Jerusalem erbjuds israeliskt medborgarskap, väljer palestinier som undviker denna möjlighet medvetet att hamna i utanförskap. Amnesty och andra människorättsorganisationer menar alltså att diskriminering av palestinier inom denna grupp är den primära. Senaste åren har myndigheterna beviljat tillstånd åt privata judiska stiftelser för byggprojekt på omtvistade områden, bland annat för parker och arkeologiska utgrävningar i Davids stad som ligger i det palestinska bostadsområdet Silvan på ockuperad mark Den israeliska regeringen har också annekterat palestinskt land för byggandet av Israels barriär på Västbanken. Kritikerna menar att denna stadsplanering syftar till en judaisering av Jerusalem och ett undanträngande av dess palestinska befolkning.

## Pilgrimsmål
De viktigaste pilgrimsmålen finns innanför murarna till Gamla staden, och av dem kan nämnas
- Tempelberget (hebreiska: Har Ha'Bait הר הבית; arabiska: Haram as sharif), moskéområdet med Klippdomen och Al Aqsamoskén samt den Gyllene porten
- Västra muren (hebreiska Ha'Kotel Ha'Maaravi הכותל המערבי)
- Via Dolorosa
- Uppståndelsekyrkan som inrymmer det traditionen sedan 300-talet utpekar som Golgata och Jesu grav

Öster om Gamla staden går Kidrondalen, och på andra sidan om den finns Oljeberget, nedanför vars sluttning Getsemane trädgård ligger med bland annat olivträd, som mycket väl kan vara över 2000 år gamla. Högre upp på Oljeberget finns Jesu tårars kyrka och Fader Vår-kyrkan, den senare på en plats där en grotta utpekas som den plats där Jesus övernattade när han var i Jerusalem. På sydsidan av Oljeberget finns Betania där Jesu vänner Marta, Maria och Lasarus bodde. Västsluttningen av Oljeberget täcks av en stor begravningsplats.
Goda utsiktspunkter är dels Oljeberget vid Fader Vår-kyrkan, dels Haas promenad, några kilometer söder om Jerusalem.
År 1981 upptogs Gamla staden i Jerusalem och dess murar på Unescos världsarvslista. Sedan 1982 är gamla staden även upptagen på Unescos lista över hotade världsarv.

## Klimat
Uppmätta normala temperaturer och -nederbörd i Jerusalem:
|                                            | Jan  | Feb  | Mar  | Apr  | Maj  | Jun  | Jul  | Aug  | Sep  | Okt  | Nov  | Dec  |
| ------------------------------------------ | ---- | ---- | ---- | ---- | ---- | ---- | ---- | ---- | ---- | ---- | ---- | ---- |
| Normaldygnets maximitemperaturs medelvärde | 11,8 | 12,6 | 15,4 | 21,5 | 25,3 | 27,6 | 29,0 | 29,4 | 28,2 | 24,7 | 18,8 | 14,0 |
| Normaldygnets minimitemperaturs medelvärde | 6,4  | 6,4  | 8,4  | 12,6 | 15,7 | 17,8 | 19,4 | 19,5 | 18,6 | 16,6 | 12,3 | 8,4  |
|                                            |      |      |      |      |      |      |      |      |      |      |      |      |
| Nederbörd                                  | 133  | 118  | 93   | 25   | 3    | 0    | 0    | 0    | 0    | 15   | 61   | 106  |

| Diagram | temperaturer i °C • månadsnederbörd i mm | temperaturer i °C • månadsnederbörd i mm | temperaturer i °C • månadsnederbörd i mm | temperaturer i °C • månadsnederbörd i mm | temperaturer i °C • månadsnederbörd i mm | temperaturer i °C • månadsnederbörd i mm | temperaturer i °C • månadsnederbörd i mm | temperaturer i °C • månadsnederbörd i mm | temperaturer i °C • månadsnederbörd i mm | temperaturer i °C • månadsnederbörd i mm | temperaturer i °C • månadsnederbörd i mm | temperaturer i °C • månadsnederbörd i mm |
|         | 133 12 6                                 | 118 13 6                                 | 93 15 8                                  | 25 22 13                                 | 3 25 16                                  | 0 28 18                                  | 0 29 19                                  | 0 29 20                                  | 0 28 19                                  | 15 25 17                                 | 61 19 12                                 | 106 14 8                                 |

## Sport

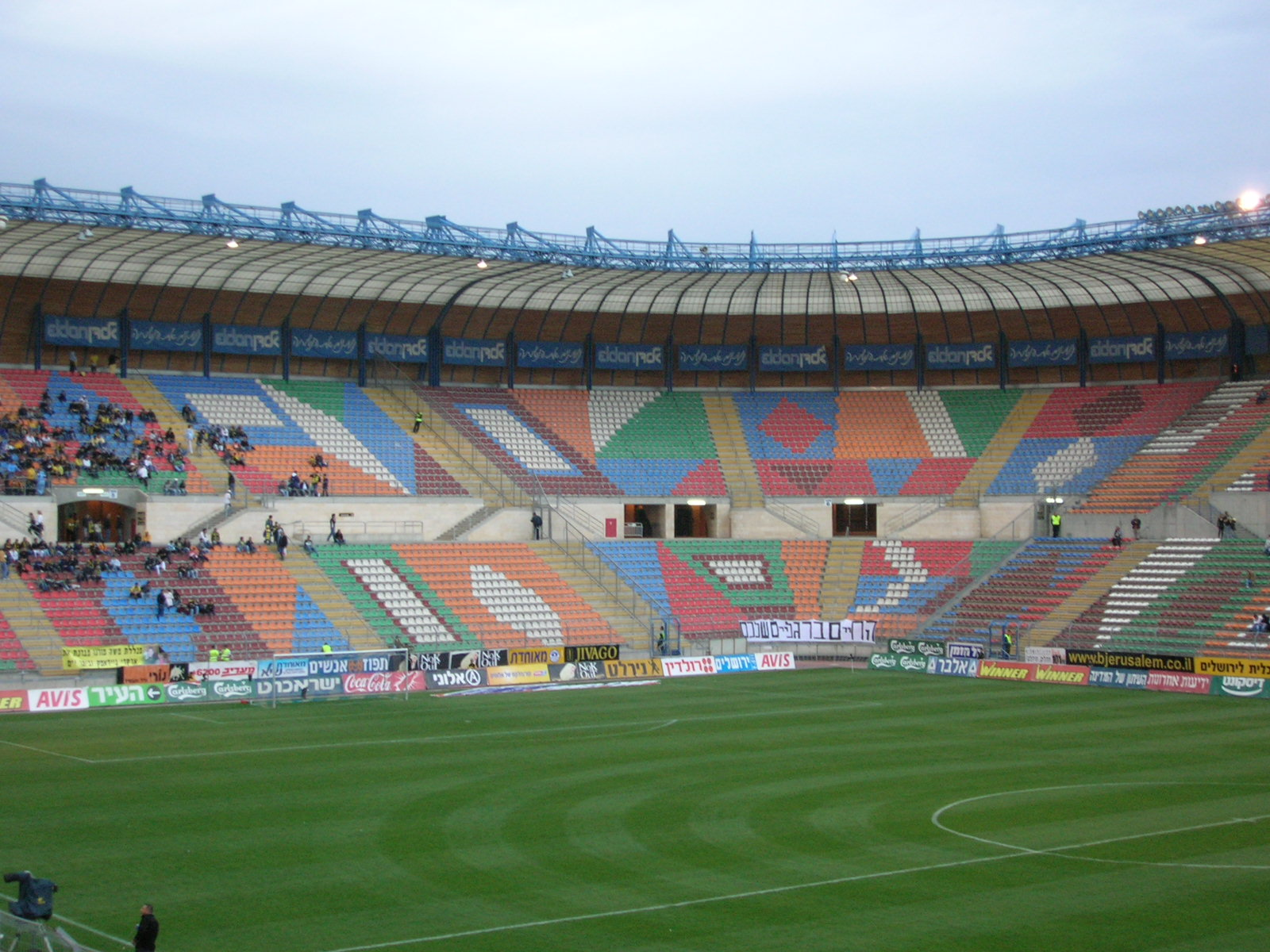
Teddy Kollek Stadium

De två mest populära sporterna i Jerusalem är fotboll och basket. Beitar Jerusalem Football Club är en av de mest kända klubbarna i Israel. Jerusalems andra stora fotbollslag, som är en av Beitars rivaler, är Hapoel Jerusalem FC. Beitar har vunnit Israel State Cup sju gånger, medan Hapoel endast vunnit cupen en gång. Beitar har vunnit högsta divisionen sex gånger, medan Hapoel aldrig har vunnit den. Beitar spelar i den mer prestigefyllda Ligat ha'Al, medan Hapoel spelar i andra divisionen Liga Leumit. Sedan den grundades 1992, har Teddy Kollek Stadium varit Jerusalems största fotbollsarena med en kapacitet på 21 600 åskådare.
Det populäraste palestinska laget heter Jabal Al-Mokaber (sedan 1976) och spelar i West Bank Premier League. Laget kommer från Mount Scopus i Jerusalem, är med i Asian Football Confederation och spelar sina hemmamatcher på Faisal Al-Husseini International Stadium i Al-Ram, som ligger längs Västbanken.
Jerusalems största klubb, Hapoel Jerusalem spelar i högsta divisionen. Klubben har vunnit State Cup tre gånger och ULEB Cup 2004.
Jerusalem Half Marathon är ett årligt evenemang som löpare från hela världen deltar i. Förutom den 21,1 km långa banan, kan löparna även välja en kortare bana på 10 km. Båda banorna börjar och slutar i Givat Ram.

## Galleri

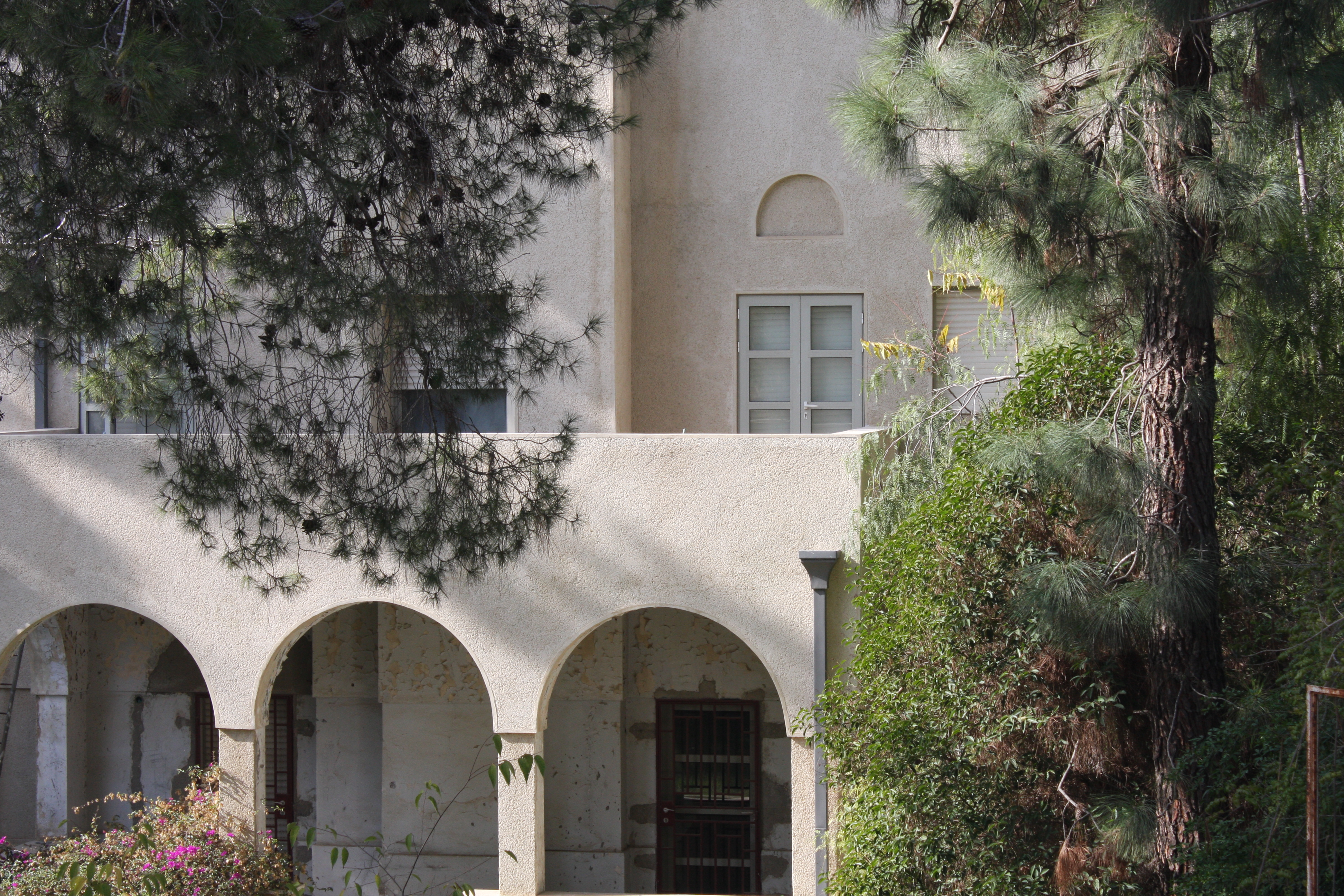
Premiärministerns bostad fram till 1974
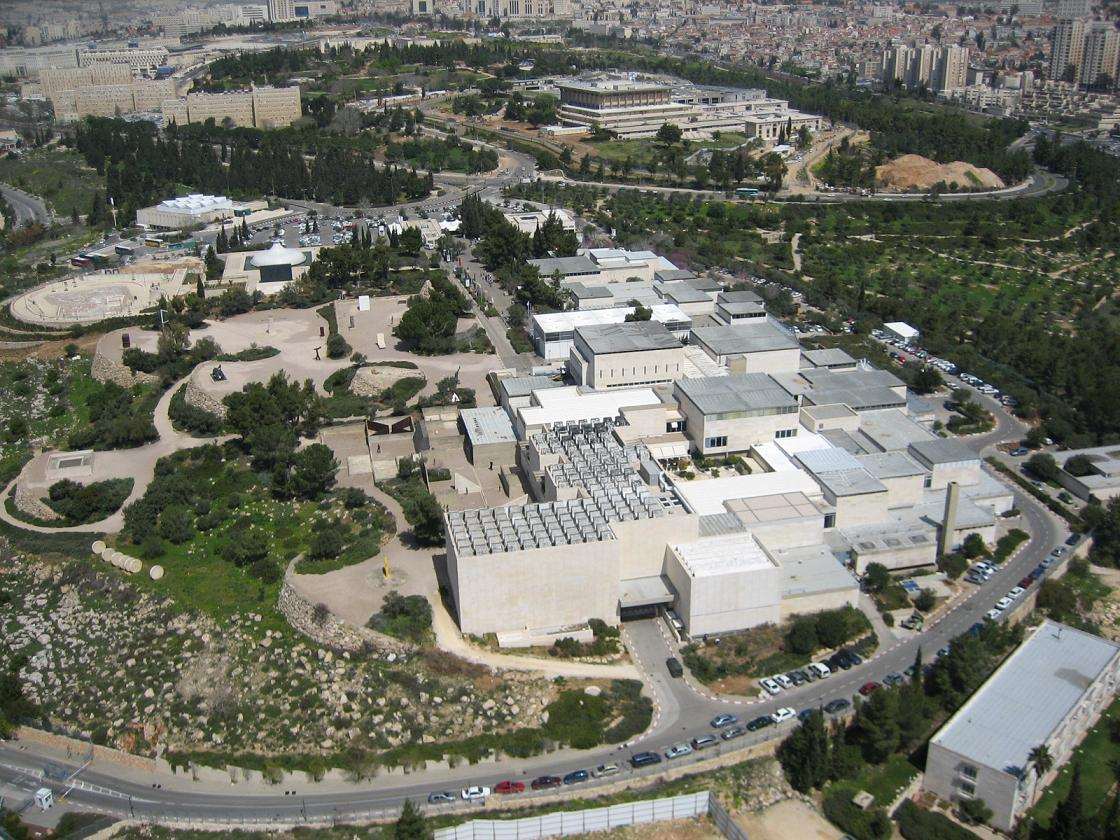
Israel Museum
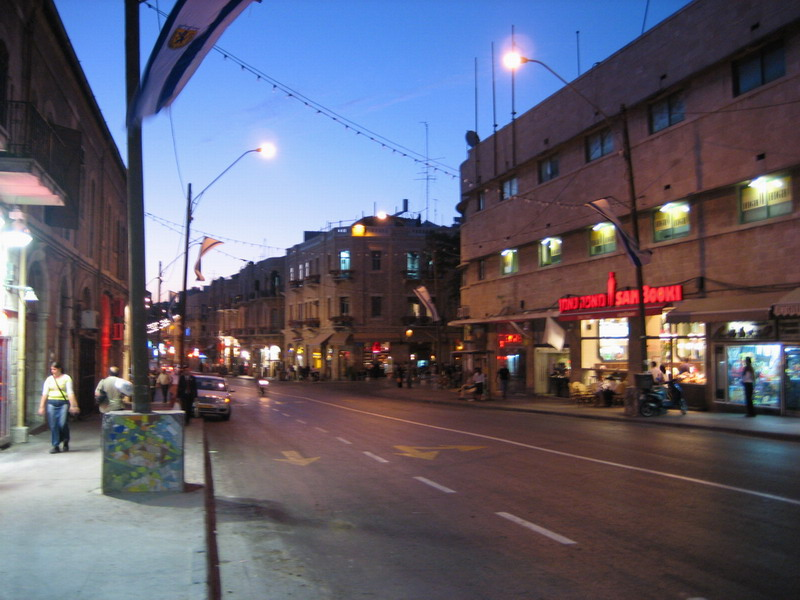
Rehov Yafo (Jaffagatan) רחוב יפו
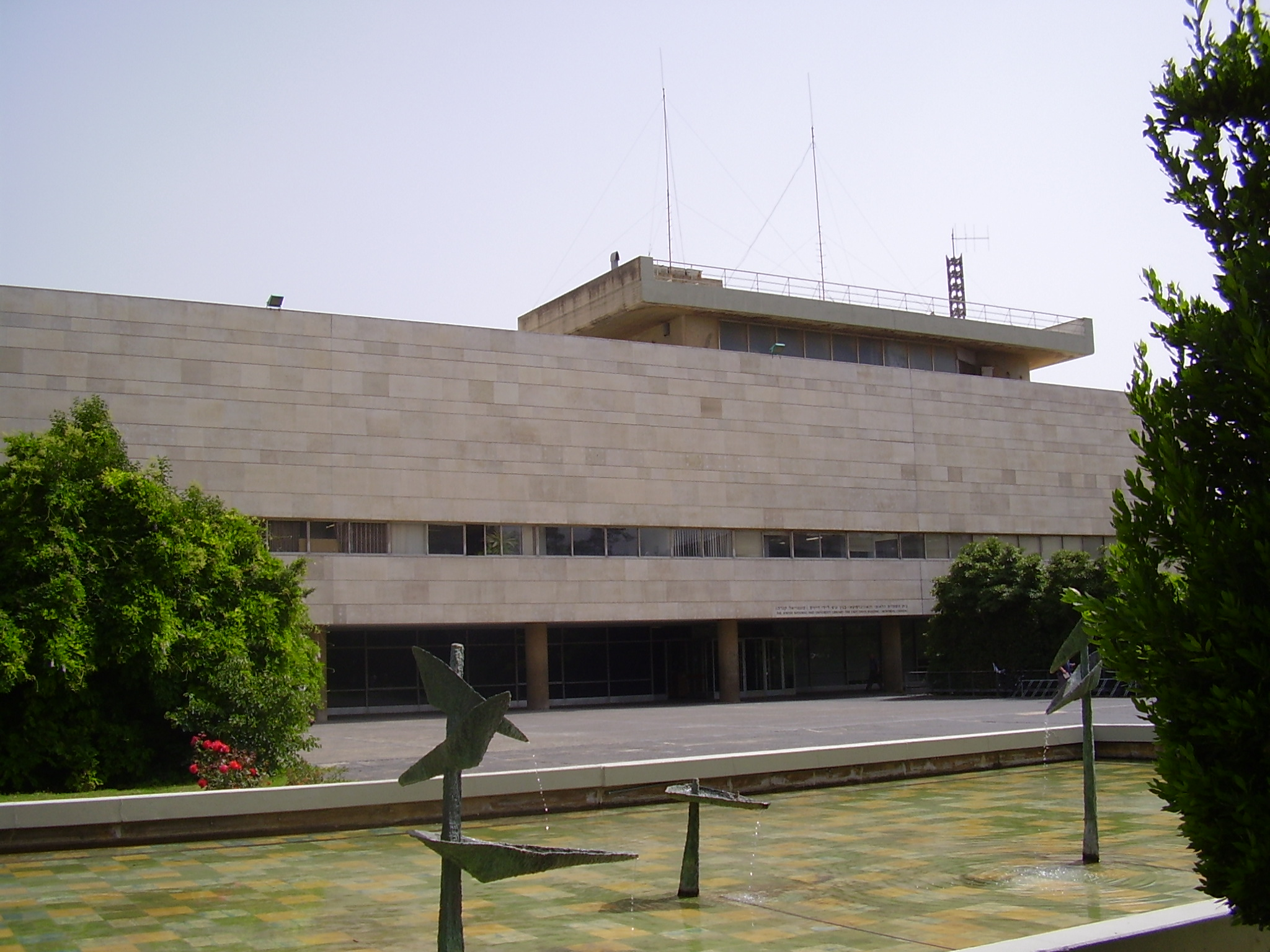
Israels nationalbibliotek
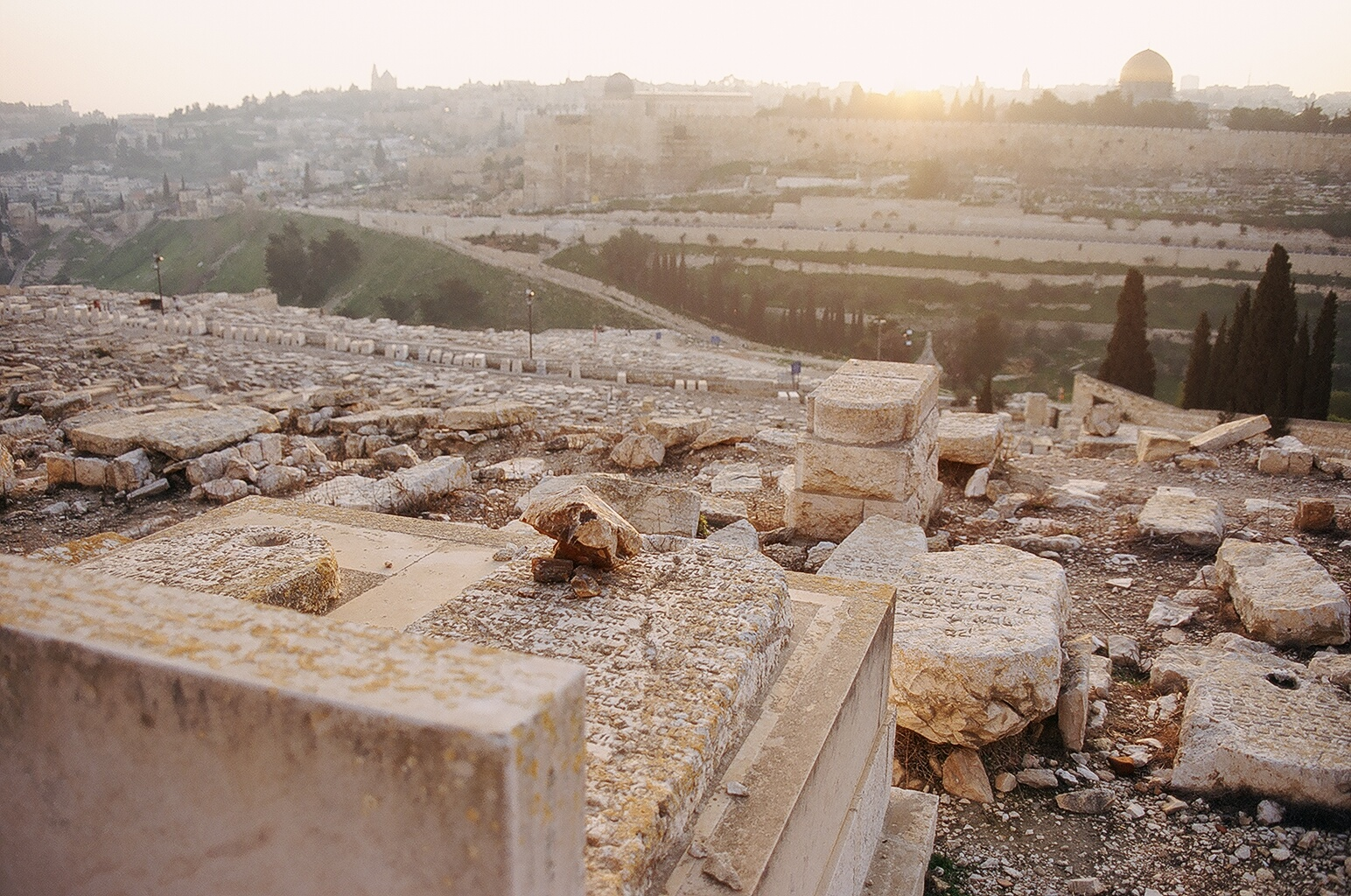
Den judiska begravningsplatsen på Oljebergets sluttning
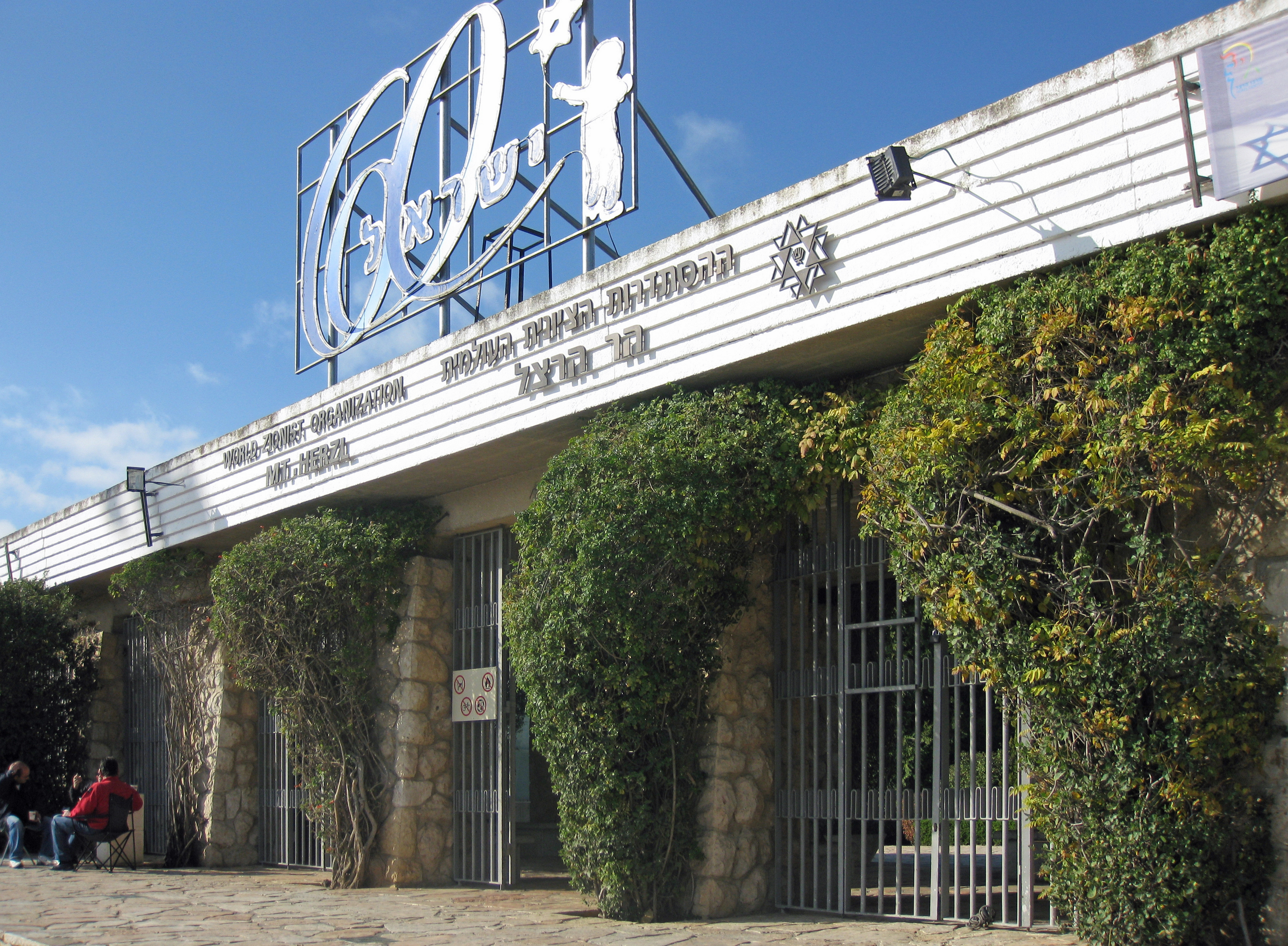
Herzlberget
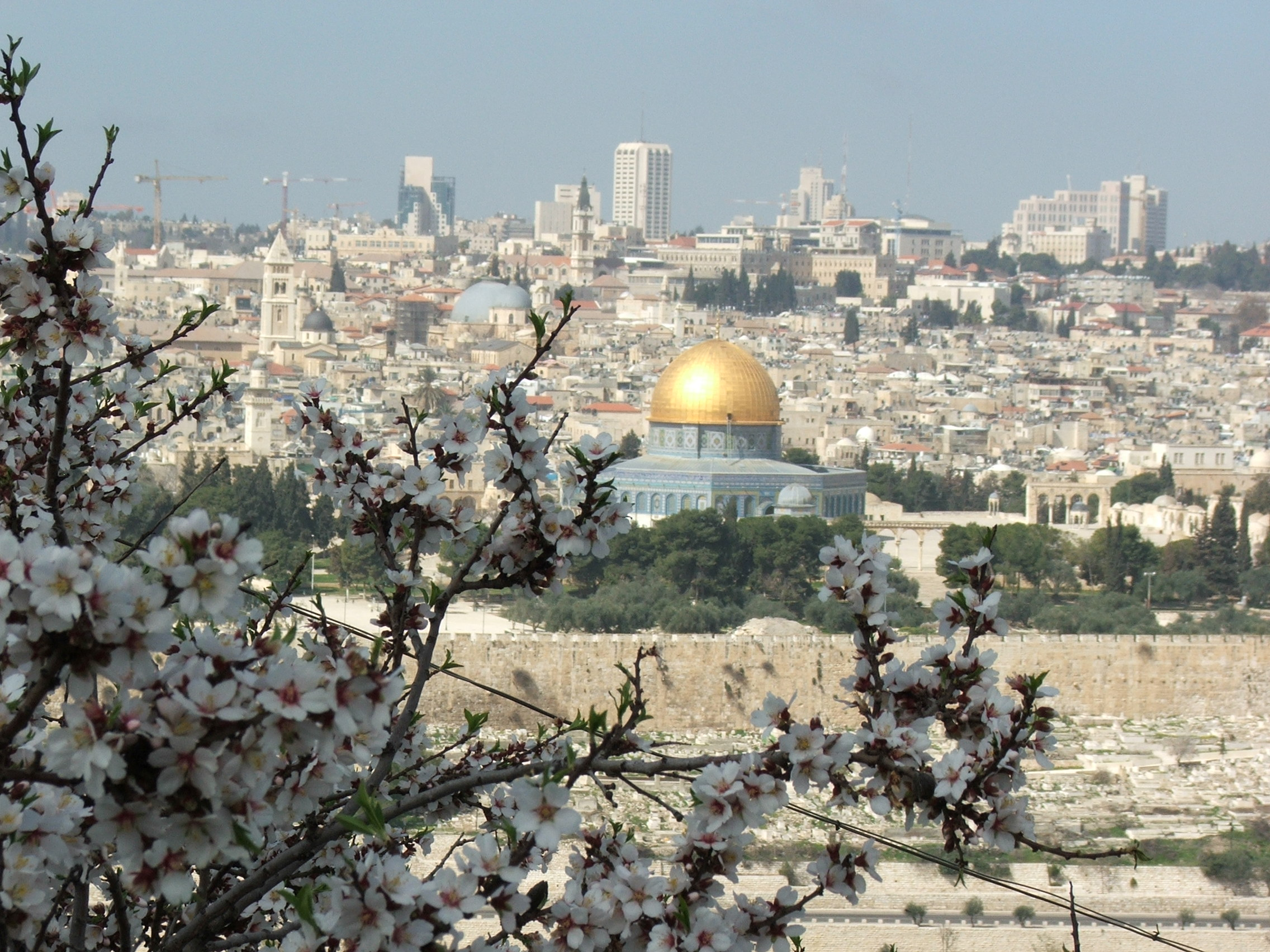
Jerusalem
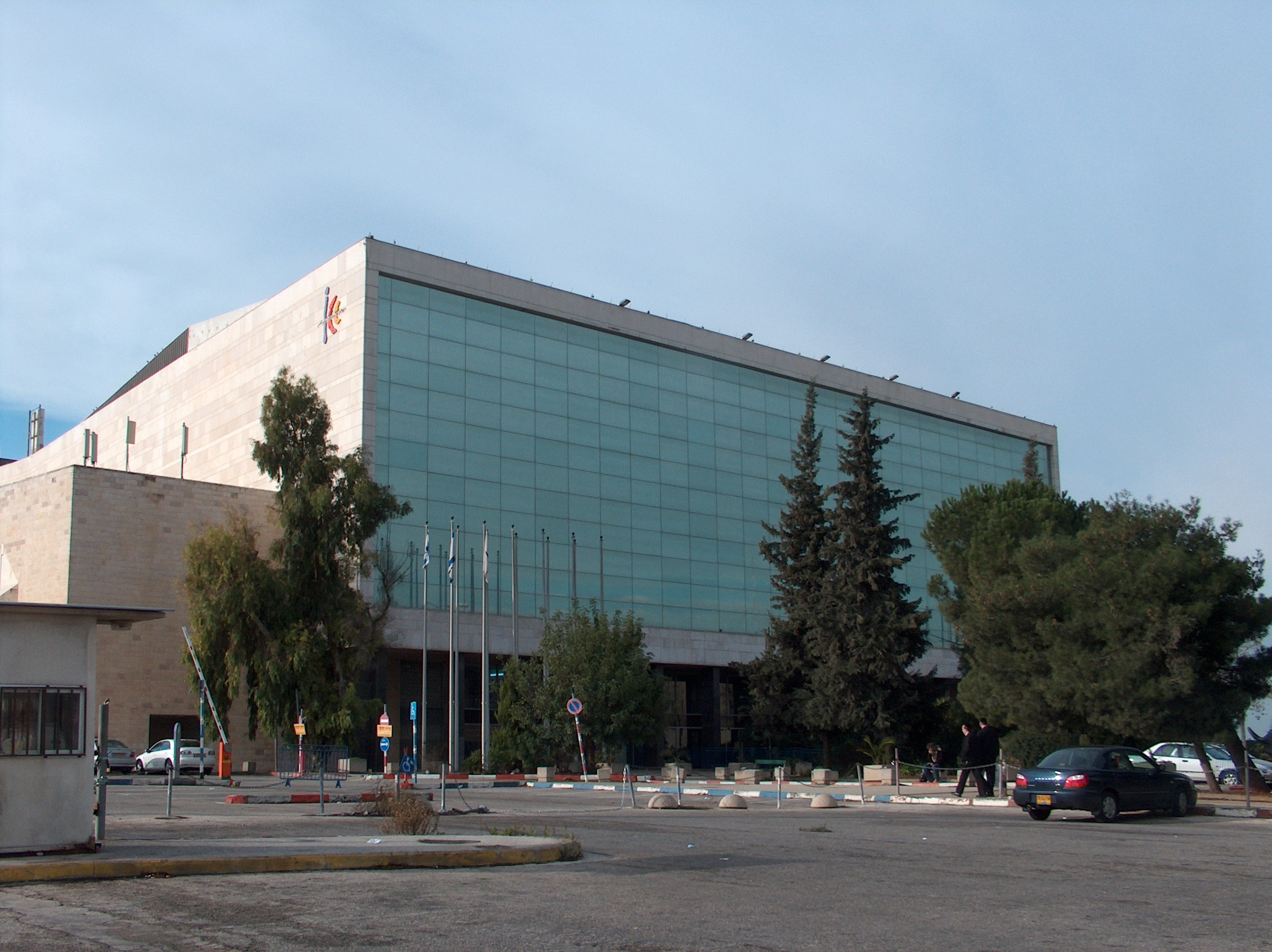
International Convention Center
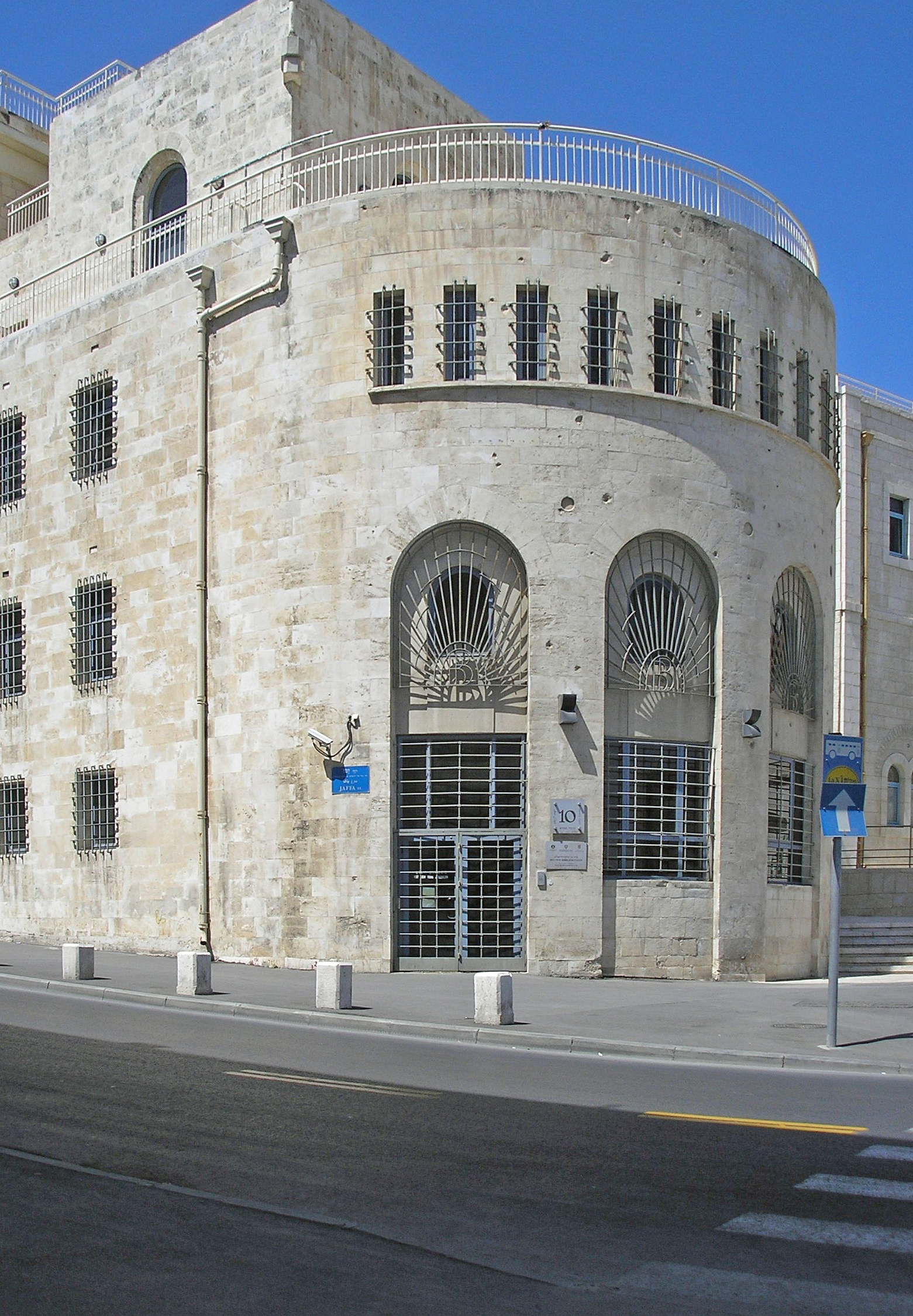
Jerusalems stadshus
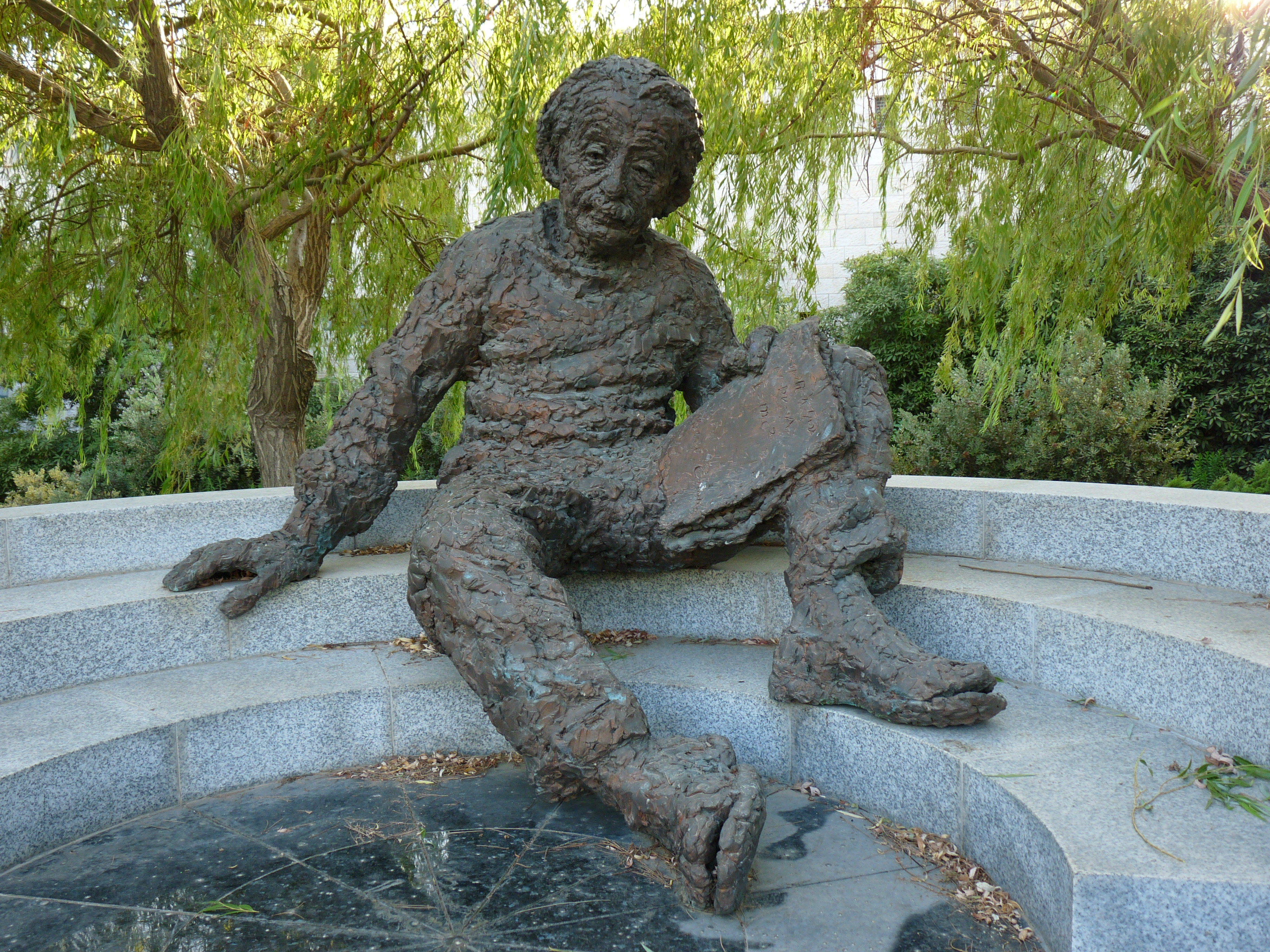
Israel Academy of Sciences and Humanities
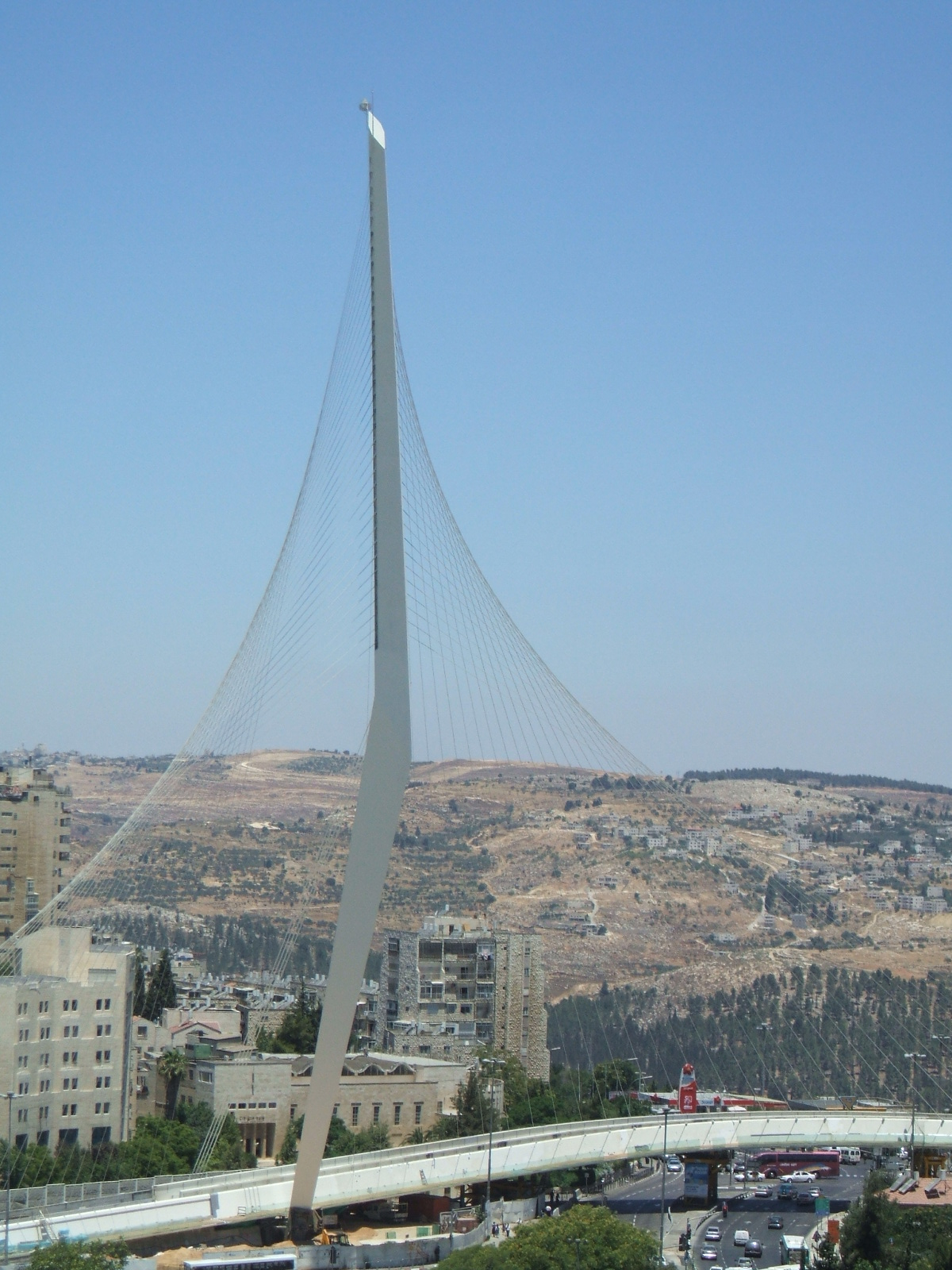
Strängbron i Jerusalem
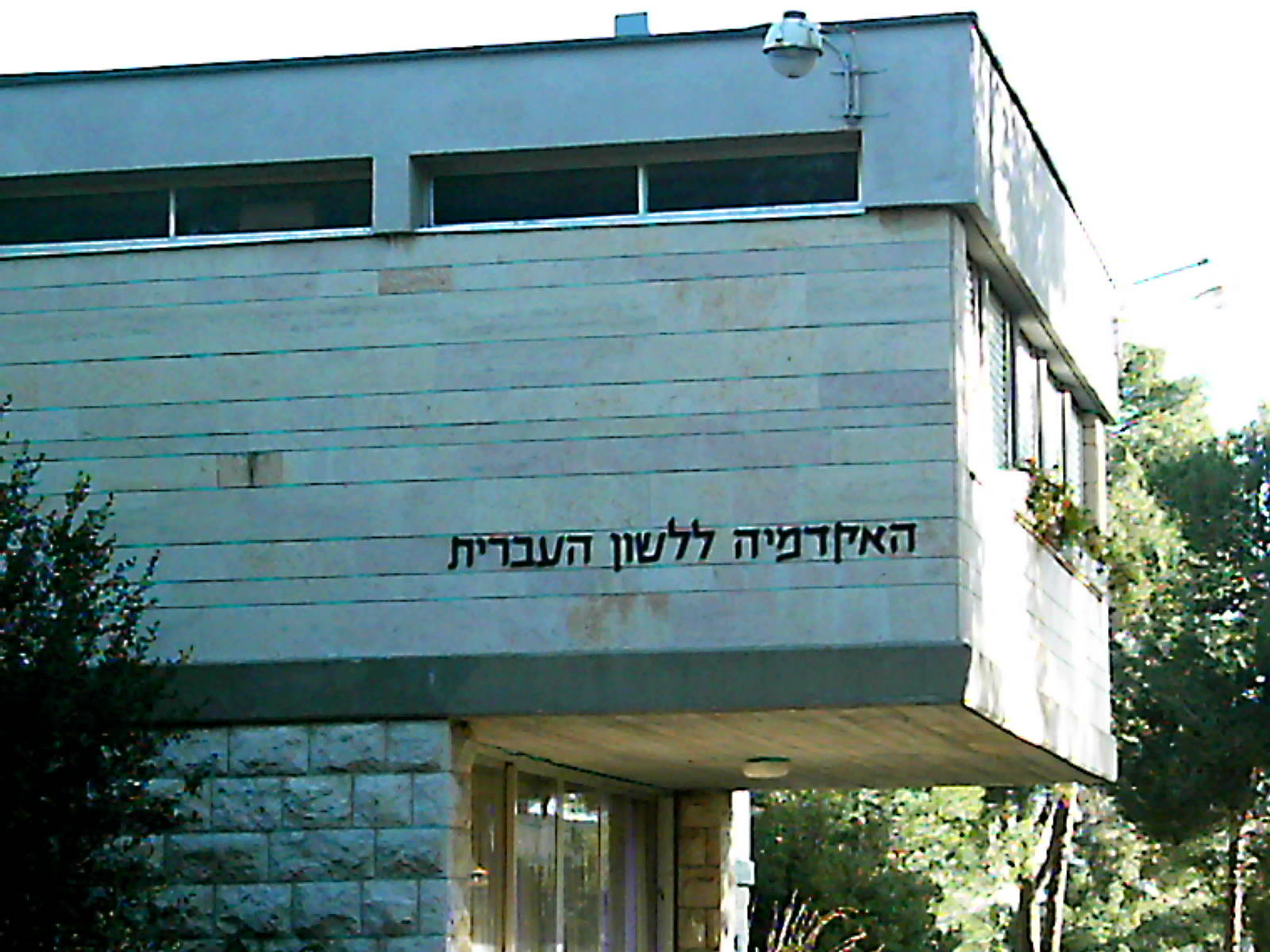
Akademin för det hebreiska språket

Jerusalem i konst
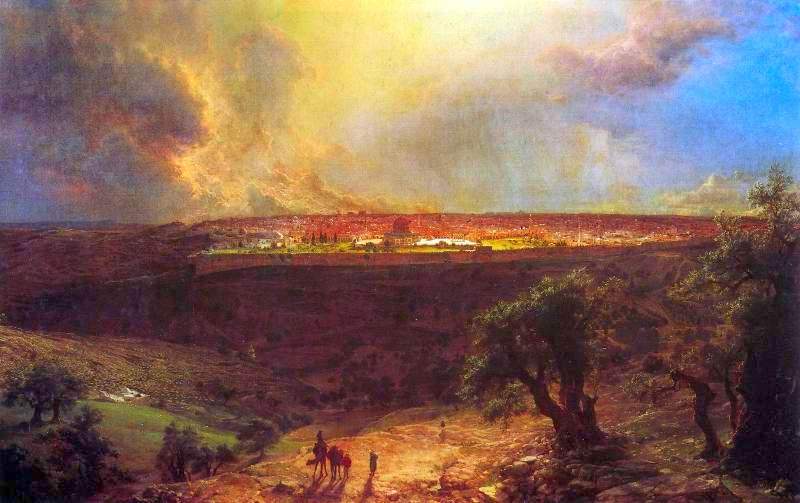
Jerusalem sedd från Olivberget av Frederick Edwin Church
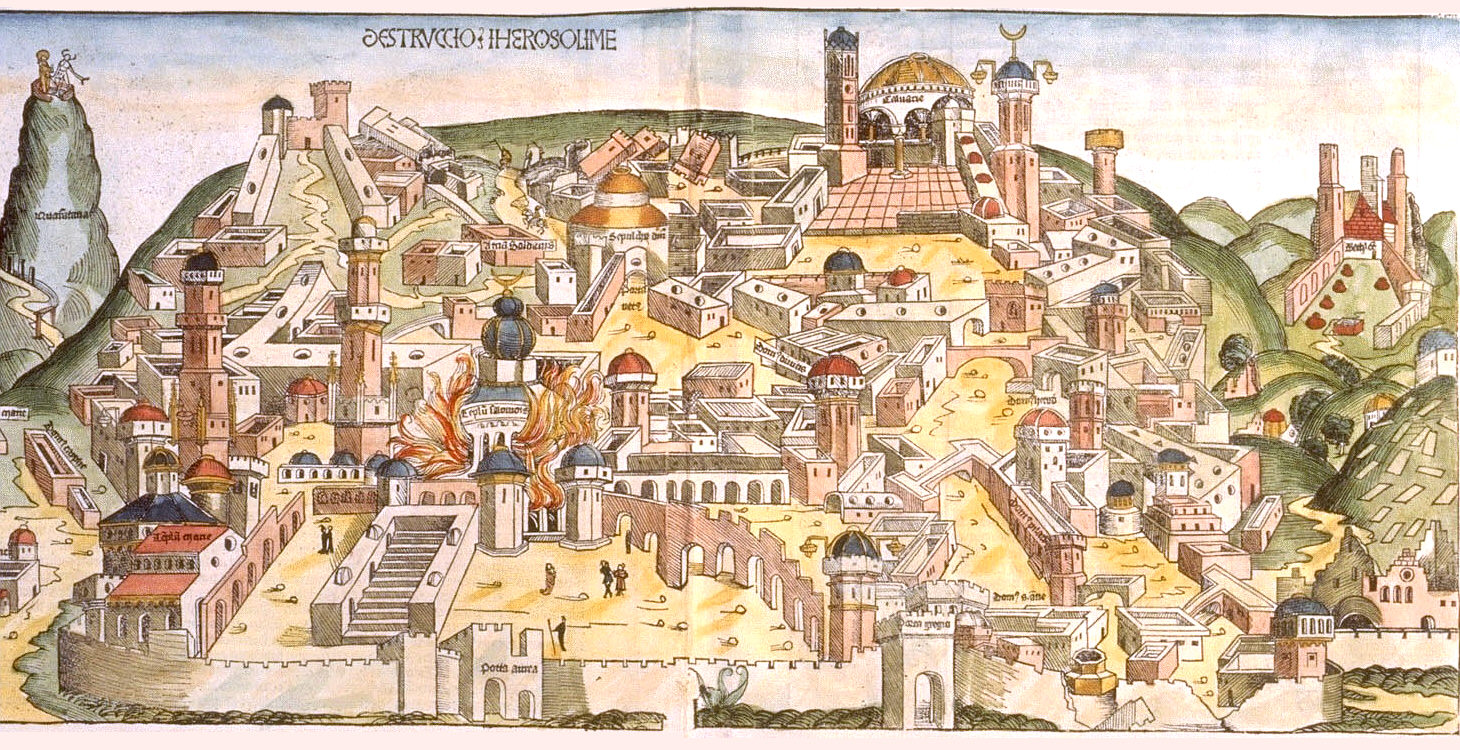
Jerusalems förstörelse från  Nürnbergkrönikan

## Panorama
